# أيمي (الموتى السائرون)
أيمي (بالإنجليزية: Amy) شخصية خيالية من سلسلة القصص المصورة الموتى السائرون، ومُسلسل الرعب والدراما بنفس العنوان. أدت الممثلة إيما بيل دور الشخصية في المُسلسل التلفزيوني الذي عُرض على قناة أي إم سي.
أيمي هي أخت أندريا الصغرى وأحد الناجين من مخيم أتلانتا، ظهرت في الحلقة الأولى من المسلسل، في الحلقة الرابعة من الموسم الأول تصاب أيمي بعضة في ذراعها تتسبب في تحولها مما يظطر أندريا إلى قتلها.

## ظهور الشخصية

### سلسلة القصص المصورة
في سلسلة القصص المصورة ظهرت شخصية أيمي لأول مرة في العدد الثالث 3# في عام 2003، وقتلت في العدد الخامس 5#.

### المسلسل التلفزيوني
في المسلسل التلفزيوني ظهرت شخصية أيمي في الحلقة الأول من الموسم الأول في 31 أكتوبر، 2010، وقتلت في الحلقة الرابعة من الموسم الأول في 21 نوفمبر، 2010.

## وصلات خارجية
- أيمي على موقع قناة أي إم سي
- أيمي (الموتى السائرون) في قاعدة بيانات الأفلام على الإنترنت